# Bonnal (Luxembourg)
Pour les articles homonymes, voir Bonnal.
Bonnal (luxembourgeois : Bommel) est une section de la commune luxembourgeoise d’Esch-sur-Sûre située dans le canton de Wiltz.

## Histoire
Bonnal était une section et le chef-lieu de la commune de Neunhausen jusqu’à la fusion officielle de cette dernière avec Esch-sur-Sûre le 1er janvier 2012.